# Spud Chandler
Spurgeon Ferdinand Chandler (ur. 12 września 1907, zm. 9 stycznia 1990) – amerykański baseballista, który występował na pozycji miotacza przez 11 sezonów w New York Yankees.

## Życiorys
Chandler studiował na University of Georgia, gdzie w latach 1929–1932 grał w drużynie uniwersyteckiej Georgia Bulldogs. Przez następne pięć lat występował w klubach niższych lig, zaś w 1937 przeszedł do New York Yankees. W sezonie 1942 po raz pierwszy zagrał w Meczu Gwiazd. W 1943 zaliczając między innymi najwięcej w American League zwycięstw (20) i mając najlepszy wskaźnik ERA (1,64), został wybrany najbardziej wartościowym zawodnikiem. W tym samym roku w World Series, w których Yankees pokonali St. Louis Cardinals 4–1, rozegrał dwa pełne mecze, zaliczając dwa zwycięstwa przy ERA 0,50. W 1947 zakończył karierę.
W późniejszym okresie był między innymi menadżerem zespołów niższych lig, trenerem miotaczy w Kansas City Athletics i skautem w New York Yankees. Zmarł 9 stycznia 1990 w wieku 82 lat.

## Nagrody i wyróżnienia
| Nagroda/wyróżnienie         | Lata                   | Źródło            |
| MVP American League         | 1943                   | [ 4 ]             |
| 4× All-Star                 | 1942, 1943, 1946, 1947 | [ 3 ]             |
| 3× zwycięzca w World Series | 1941, 1943, 1947       | [ 5 ] [ 7 ] [ 8 ] |